# Warner Springs
Warner Springs es un área no incorporada ubicada en el condado de San Diego en el estado estadounidense de California. La localidad se encuentra ubicada dentro del Bosque Nacional Cleveland, al noreste de la Ruta Estatal de California 79. Warner Springs cuenta con dos Registro Nacional de Lugares Históricos, la Estación Oak Grove Butterfield Stage y el Warner's Ranch y también se encuentra cerca el Observatorio Palomar.

## Geografía
Warner Springs se encuentra ubicada en las coordenadas 33°18′N 116°37′O / 33.300, -116.617.